# Shivering Timbers
Shivering Timbers in Michigan’s Adventure (Muskegon, Michigan, USA) ist eine Holzachterbahn des Herstellers Custom Coasters International, die 1998 eröffnet wurde.
Die 1640,7 m lange Strecke beschreibt ein Out-&-Back-Layout und erreicht eine Höhe von 37,2 m. Der First Drop, auf dem die Züge eine Höchstgeschwindigkeit von 91,7 km/h erreichen, besitzt ein Gefälle von 53°. Zusätzlich ist die Strecke mit einem 30,5 m und einem 29 m hohen Hügel ausgestattet. Als weitere Besonderheit wurde ein Trick-Track genanntes Element verbaut. Dabei handelt es sich um ein quergeneigtes Stück Schiene auf gerade Strecke, welches in den 1920ern durch Harry Travers bekannt wurde. Dieses Element wurde später wieder entfernt. Weiter wurde noch eine Helix verbaut. Die Kosten für die Bahn beliefen sich auf rund 4,5 Mio. US-Dollar.
In den Jahren 2002 und 2004 erreichte die Bahn Platz 1 in der Liste der besten Holzachterbahnen von Mitch Hawker’s Internet Poll.

## Züge
Shivering Timbers besitzt zwei Züge des Herstellers Philadelphia Toboggan Coasters mit jeweils sechs Wagen. In jedem Wagen können vier Personen (zwei Reihen) Platz nehmen. Als Rückhaltesystem kommen individuell einrastende Schoßbügel und Sicherheitsgurte zum Einsatz.